# Filip Lukšík
Filip Lukšík (* 3. února 1985, Banská Bystrica) je slovenský fotbalový obránce, od července 2016 působící v rakouském SV Wimpassing.

## Klubová kariéra
Svoji fotbalovou kariéru začal v Banské Bystrici, kde se přes mládežnické kategorie propracoval do prvního týmu. V roce 2005 mužstvo opustil a zamířil na své první zahraniční angažmá do Olomouce. V mužstvu ale prakticky nehrál a hostoval v jiných mužstvech. Konkrétně v sezonách 2005/06 a 2006/07 v Lipové, na jaře 2008 v Třinci a v letech 2008–2009 působil v Trenčíně. V zimě 2009 Olomouc definitivně opustil a stal se hráčem Odry. Před sezonou 2010–2011 zamířil do Senice a o rok později do Haagu. V létě 2012 odešel na hostování do Slovanu Bratislava. S mužstvem získal v sezóně 2012/13 „double“, tzn. ligový titul a triumf v domácím poháru.
V červenci 2013 přestoupil do Spartaku Myjava, kde podepsal dvouletou smlouvu s opcí. Po půl roce ve Spartaku předčasně skončil. V lednu 2014 byl na testech v německém druholigovém klubu FC Erzgebirge Aue, kde uspěl a podepsal půlroční smlouvu s následnou roční opcí. Stal se tak spoluhráčem krajana Jakuba Sylvestra. Debutoval 7. února 2014 v zápase proti VfR Aalen (remíza 2:2), dostal se na hrací plochu v 86. minutě. První ligový gól za Aue vstřelil 12. dubna 2014 v utkání proti Fürthu (porážka 1:2). V sezoně 2015/16 hrál za 1. FC Saarbrücken. Na podzim 2016 byl bez angažmá, od ledna 2017 je hráčem rakouského SV Wimpassing.

## Reprezentační kariéra
V roce 2011 odehrál dvě utkání za Slovenskou fotbalovou reprezentaci.